# Polarisation par une tension
En électronique, la polarisation par une tension est employée dans les étages de puissance des amplificateurs, l'avantage est un réglage rapide du point de fonctionnement du tube, de plus la source de tension ne débite qu'un faible courant.

## Fonctionnement
La source de polarisation Vp (avec le pôle négatif vers la grille) est une source de tension continue, elle détermine le potentiel de la grille de contrôle par rapport à la masse. Lors de la présence de Ve (alternatif), Vp est additionnée à Ve, la tension grille varie autour du point de repos déterminé par Vp. Le condensateur C1 évite une modification de la tension de polarisation, ce qui pourrait créer des courants importants entre Ve et Vp (pouvant même provoquer leur destruction).

## Schéma
- Vcc : tension d'alimentation du tube.
- Ve : tension d'entrée (à amplifier) du montage.
- Vs : tension de sortie du montage.
- Vp : tension de polarisation.
- C1 : Condensateur d'entrée